# Bell Biv DeVoe
Bell Biv DeVoe sind ein US-amerikanisches R&B-Trio aus Boston.

## Bandgeschichte
Während der 1980er Jahre war die Teenie-Band New Edition in den USA und darüber hinaus sehr erfolgreich. Nach fünf Alben trennte sich die Band Ende der 1980er und Ralph Tresvant und Johnny Gill gingen eigene Wege. Übrig blieben Ricky Bell, Michael Bivins und Ronnie DeVoe, die als Bell Biv DeVoe gemeinsam weitermachten und 1990 ihr erstes Album veröffentlichten. Ziel war ein reiferer, erwachsenerer Sound mit mehr Funk und weniger Balladen. Dafür wurden Produzenten wie Hank und Keith Shocklee und Eric Sadler von Public Enemy sowie Elliot Straite alias Dr. Freeze gewonnen. Letzterer schrieb den Titelsong Poison, der Platz 1 der R&B-Charts erreichte und ein Millionenseller wurde. In den offiziellen US-Charts kam er auf Platz 3 und in Großbritannien auf Platz 19. Das Album erreichte ebenfalls Platz 1 der R&B-Charts und Platz 5 der offiziellen Charts, es hielt sich fast eineinhalb Jahre in den Top 200 und verkaufte über vier Millionen Exemplare. Mit dem von Bell, Biv und DeVoe selbst geschriebenen Do Me gab es noch einen zweiten Top-3-Song in den Hot 100 und mit B. B. D. einen weiteren R&B-Spitzenreiter aus dem Album. Ein Jahr nach Veröffentlichung von Poison konnte mit dem Remix-Album WBBD-Bootcity! der Erfolg noch einmal verlängert und eine zusätzliche Goldene Schallplatte gewonnen werden. Bei der Remix-Version des Songs Word to the Mutha kamen wieder alle New-Edition-Mitglieder zusammen, auch der 1986 ausgeschiedene Bobby Brown.
1992 waren B. B. D. selbst Gast zusammen mit Tresvant auf der Single The Best Things in Life Are Free von Luther Vandross und Janet Jackson. Das Lied aus dem Soundtrack der Filmkomödie Meh’ Geld war ein internationaler Hit und erreicht unter anderem Platz 2 der UK-Charts und die Top 10 in den USA und Deutschland. Mit dem Album Hootie Mack versuchte das Trio 1993 an den Erfolg anzuknüpfen, aber obwohl es Gold-Status erreichte, war es weit weniger erfolgreich als das Debütalbum und kam nur auf Platz 6 der R&B-Charts. Nur der von Babyface geschriebene Song Something in Your Eyes konnte sich in den offiziellen Charts platzieren.
Mitte der 1990er kam es dann erst einmal zur Wiedervereinigung von New Edition und mit dem Album Home Again veröffentlichten sie 1996 ihr erfolgreichstes Album. 2001 versuchten es Bell, Bivins und DeVoe noch einmal mit einer gemeinsamen Veröffentlichung, aber das Album BBD floppte und blieb ohne nennenswerten Erfolg in Album- und Singlecharts. In den folgenden Jahren tourten sie wieder mit New Edition und brachten auch noch ein weiteres Album heraus. Bell Biv DeVoe kehrte erst Anfang 2017 wieder zurück und veröffentlichte Three Stripes. Mit diesem Album kamen sie noch einmal auf Platz 2 der R&B-Charts und zum vierten Mal in die Top 20 der offiziellen Charts. Unterstützt wurde die Veröffentlichung mit einer zeitgleich laufenden Serie im Musiksender BET über die Geschichte von New Edition.

## Mitglieder
- Ricky Bell (* 18. September 1967 in New Jersey)
- Michael Lamone Bivins (* 10. August 1968 in Boston)
- Ronnie DeVoe (* 17. November 1967 in Boston)

## Diskografie

### Alben
| Jahr | Titel                          | Höchstplatzierung, Gesamtwochen, AuszeichnungChartplatzierungen (Jahr, Titel, Platzierungen, Wochen, Auszeichnungen, Anmerkungen) | Höchstplatzierung, Gesamtwochen, AuszeichnungChartplatzierungen (Jahr, Titel, Platzierungen, Wochen, Auszeichnungen, Anmerkungen) | Anmerkungen |
| Jahr | Titel                          | UK | US | Anmerkungen |
| ---- | ------------------------------ | --- | --- | ----------- |
| 1990 | Poison                         | UK35 (5 Wo.)UK | US5 ×4Vierfachplatin · (77 Wo.)US                                                                                                 |             |
| 1991 | WBBD-Bootcity! The Remix Album | — | US18 Gold · (27 Wo.)US |             |
| 1993 | Hootie Mack                    | — | US19 Gold · (18 Wo.)US |             |
| 2017 | Three Stripes                  | — | US18 (2 Wo.)US |             |

### Singles
| Jahr | Titel Album                             | Höchstplatzierung, Gesamtwochen, AuszeichnungChartplatzierungen (Jahr, Titel, Album, Platzierungen, Wochen, Auszeichnungen, Anmerkungen) | Höchstplatzierung, Gesamtwochen, AuszeichnungChartplatzierungen (Jahr, Titel, Album, Platzierungen, Wochen, Auszeichnungen, Anmerkungen) | Anmerkungen                                                      |
| Jahr | Titel Album                             | UK | US | Anmerkungen                                                      |
| ---- | --------------------------------------- | --- | --- | ---------------------------------------------------------------- |
| 1990 | Poison                                  | UK19 Silber · (15 Wo.)UK | US3 Platin · (22 Wo.)US | Autor: E. Straite                                                |
| 1990 | Do Me Poison                            | UK56 (3 Wo.)UK | US3 (22 Wo.)US | Autoren: R. Bell, M. Bivins, R. DeVoe, C. Bourelly               |
| 1990 | B. B. D. (I Thought It Was Me)? Poison  | UK86 (2 Wo.)UK | US26 (15 Wo.)US | Autoren: R. Hooks, E. Sadler, H. Shocklee, D. Durant, A. Stewart |
| 1991 | When Will I See You Smile Again? Poison | — | US63 (8 Wo.)US | Autoren: T. Gatling, A. Stewart                                  |
| 1992 | Gangsta –                               | — | US21 (17 Wo.)US | Autor: E. Straite                                                |
| 1993 | Something in Your Eyes Hootie Mack      | UK60 (2 Wo.)UK | US38 (19 Wo.)US | Autor: K. Edmonds                                                |

## Auszeichnungen für Musikverkäufe
| Platin-Schallplatte - Neuseeland - 2024: für die Single Poison |

Anmerkung: Auszeichnungen in Ländern aus den Charttabellen bzw. Chartboxen sind in ebendiesen zu finden.
| Land/RegionAuszeichnungen für Musikverkäufe (Land/Region, Auszeichnungen, Verkäufe, Quellen) | Silber  | Gold     | Platin     | Verkäufe  | Quellen          |
| -------------------------------------------------------------------------------------------- | ------- | -------- | ---------- | --------- | ---------------- |
| Neuseeland (RMNZ)                                                                            | —       | —        | Platin1    | 30.000    | radioscope.co.nz |
| Vereinigte Staaten (RIAA)                                                                    | —       | 2× Gold2 | 5× Platin5 | 6.000.000 | riaa.com         |
| Vereinigtes Königreich (BPI)                                                                 | Silber1 | —        | —          | 200.000   | bpi.co.uk        |
| Insgesamt                                                                                    | Silber1 | 2× Gold2 | 6× Platin6 |           |                  |